# Diócesis sufragánea
Una diócesis sufragánea es una diócesis encabezada por un obispo sufragáneo, que está vinculada a una arquidiócesis metropolitana encabezada por un arzobispo metropolitano. La sede metropolitana y sus diócesis sufragáneas constituyen una provincia eclesiástica. Además de la precedencia sobre sus sufragáneos, el metropolitano suele tener algunas otras prerrogativas sobre ellos.
Las diócesis sufragáneas existen en particular en la Iglesia católica, pero también en otras confesiones cristianas como la comunión anglicana, la Iglesia copta ortodoxa y la Iglesia ortodoxa rumana.

## Etimología
La etimología de la palabra sufragánea es incierta: según algunas fuentes podría derivar del hecho que en el concilio provincial presidido por el metropolitano, la diócesis sufragánea era la del obispo con derecho de sufragio (ius suffragii), mientras que según otra interpretación el suffragium fue la participación en lugar común en las oraciones.

## En la Iglesia católica
En la Iglesia católica antiguamente el vínculo entre el metropolitano y sus sufragáneos solía comportar también obligaciones de carácter canónico. Desde el Concilio Vaticano II la relación entre un sufragáneo y su metropolitano es principalmente honorífica, ya que ambos son obispos diocesanos que poseen jurisdicción ordinaria sobre sus sedes individuales y el metropolitano no tiene ninguna autoridad directa sobre los fieles fuera de su propia diócesis. Sin embargo, el Código de derecho canónico asigna al metropolitano algunas limitadas funciones:

436 § 1. En las diócesis sufragáneas, compete al Metropolitano:

1 vigilar para que se conserven diligentemente la fe y la disciplina eclesiástica, e informar al Romano Pontífice acerca de los abusos si los hubiera;

2 hacer la visita canónica si el sufragáneo la hubiera descuidado, con causa aprobada previamente por la Sede Apostólica;

3 designar el Administrador diocesano, a tenor de los cc. 421 § 2 (*) y 425 § 3 (**).

§ 2. Cuando lo requieran las circunstancias, el Metropolitano puede recibir de la Santa Sede encargos y potestad peculiares que determinará el derecho particular.

§ 3. Ninguna otra potestad de régimen compete al Metropolitano sobre las diócesis sufragáneas; pero puede realizar funciones sagradas en todas las iglesias, igual que el Obispo en su propia diócesis, advirtiéndolo previamente al Obispo diocesano, cuando se trate de la iglesia catedral.

(*) § 2. Si, por cualquier motivo, el Administrador diocesano no fuera legítimamente elegido dentro del plazo establecido, su designación pasa al Metropolitano, y, en caso de que la sede vacante sea precisamente la metropolitana, o la metropolitana a la vez que una sufragánea, al Obispo sufragáneo más antiguo según el orden de promoción.

(**) 425 § 1. Para el cargo de Administrador diocesano sólo puede ser designado válidamente un sacerdote que tenga cumplidos treinta y cinco años y no haya sido elegido, nombrado o presentado para la misma sede vacante.

§ 3. Si no se hubieran respetado las condiciones establecidas en el § 1, el Metropolitano, o el sufragáneo más antiguo según el orden de promoción cuando se trate de la Iglesia metropolitana, designará por esa vez el Administrador, después de comprobar los hechos; los actos realizados por quien hubiera sido elegido contra lo que prescribe el § 1 son nulos en virtud del derecho mismo.

Aunque la forma más regular es que las provincias eclesiásticas estén constituidas por la arquidiócesis metropolitana y sus diócesis sufragáneas, en la Iglesia latina otras circunscripciones eclesiásticas de régimen ordinario forman parte de las provincias como sufragáneas: arquidiócesis, prelaturas territoriales y abadías territoriales. En forma más excepcional se encuentran también algunas circunscripciones de territorios de misión o de régimen especial: vicariatos apostólicos, prefecturas apostólicas, administraciones apostólicas y misiones sui iuris. Cuando alguna de estas circunscripciones eclesiásticas no es sufragánea, se dice que está inmediatamente sujeta a la Santa Sede.
En las Iglesias orientales católicas las eparquías son equivalentes a las diócesis y suelen ser sufragáneas de un metropolitanato oriental o de un patriarcado en los territorios propios de las Iglesias orientales, lo mismo que algunas archieparquías. Fuera de ellos las eparquías están inmediatamente sujetas a la Santa Sede o, en algunos casos son sufragáneas de una arquidiócesis metropolitana latina.
Las sedes titulares ya no son mencionadas como sufragáneas por el Anuario Pontificio.  

## En la comunión anglicana
En la Iglesia de Inglaterra existen dos sedes metropolitanas: Canterbury y York, que encabezan sus respectivas provincias eclesiásticas formadas por diócesis sufragáneas. El término obispo sufragáneo se aplica sin embargo en la comunión anglicana, a obispos que tienen responsabilidades similares a los obispos auxiliares de la Iglesia católica. 

## En la Iglesia copta ortodoxa
Según la tradición alejandrina el papa copto otorga a un reducido número de obispos diocesanos bajo su jurisdicción el rango de obispo metropolitano en un estado personal (in persona episcopi) y no debido al tamaño o importancia de la diócesis. Sin embargo, el rango de arzobispo metropolitano se otorga a aquellos cuyas arquidiócesis tienen importancia histórica y tenían o tienen más de una diócesis sufragánea dentro de sus jurisdicciones territoriales. En la antigüedad en Egipto no había verdaderas metrópolis, sino que el obispo de la capital de cada provincia romana gozó de una especie de primacía en honor y en este sentido es obispo metropolitano más que metropolitano en el sentido que se le dio en los otros patriarcados.

## En la Iglesia ortodoxa
En la Iglesia ortodoxa el régimen de provincias eclesiásticas fue desapareciendo a lo largo de los siglos, principalmente a causa de la islamización y de la expulsión de la población cristiana. El sistema perdura en la Iglesia ortodoxa rumana y en la Iglesia de Creta.